# Effektiv fältteori
Effektiv fältteori betecknar inom den teoretiska fysiken en approximativ fältteori som ger en korrekt beskrivning av ett fysikaliskt fenomen inom en viss förutsatt domän (vanligtvis i den s.k. lågenergigränsen), utan att för den skull göra anspråk på att ge den exakta, underliggande fysikaliska beskrivningen av fenomenet i fråga. Ett typiskt exempel på en effektiv fältteori är Fermis teori för β-sönderfall (1933), vars underliggande, mer komplexa beskrivning ges av gaugeteorin om elektrosvag växelverkan, en del av standardmodellen. Det som i standardmodellen beskrivs som en växelverkan förmedlad mellan de ingående partiklarna av gaugebosonen W, modelleras i Fermis teori, till mycket god approximation, som en diskret punkthändelse. Ett annat exempel på en effektiv fältteori är s.k. kiral störningsteori, som är en lågenergiapproximation av kvantkromodynamiken i den lätta kvarksektorn.